# Robert Paverick
Robert Paverick est un footballeur belge né le 19 novembre 1912 à Borgerhout (Belgique) et mort le 25 mai 1994.
Il a été défenseur au Royal Antwerp FC dans les années 1930 et 1940. 
Il a été international belge 41 fois de 1935 à 1946. Il joue le huitième de finale de la Coupe du monde 1938, contre la France (défaite, 1-3), au stade de Colombes. 
Il termine sa carrière en 1948-1949 au Beerschot VAC.

## Palmarès
- International de 1935 à 1946 (41 sélections)
- Champion de Belgique en 1931 et 1944 avec le Royal Antwerp FC

## Distinction
- Médaille d'or du Mérite sportif en 1954.